# Plesiolebias lacerdai
Plesiolebias lacerdai es un pez de la familia de los rivulinos en el orden de los ciprinodontiformes. Se encuentran en Sudamérica.

## Morfología
Los machos pueden alcanzar los 2 cm de longitud total.